# Lao Suea Kok (huyện)
Lao Suea Kok (tiếng Thái: เหล่าเสือโก้ก) là một huyện (amphoe) ở phía bắc của tỉnh Ubon Ratchathani, đông bắc Thái Lan.

## Lịch sử
Lao Suea Kok được tách ra từ Mueang Ubon Ratchathani để lập một tiểu huyện (king amphoe) ngày 30 tháng 4 năm 1994.
Theo quyết định của chính phủ Thái Lan vào ngày 15 tháng 5 năm 2007, tất cả 81 tiểu huyện đều được nâng lên thành huyện. Với việc đăng công báo ngày 24 tháng 8, việc nâng cấp này thành chính thức.

## Địa lý
Các huyện giáp ranh (từ phía bắc theo chiều kim đồng hồ) là: Phana của tỉnh Amnat Charoen, Trakan Phuet Phon, Don Mot Daeng, Mueang Ubon Ratchathani và Muang Sam Sip của tỉnh Ubon Ratchathani.

## Hành chính
Huyện này được chia thành 4 phó huyện (tambon), các đơn vị này lại được chia ra thành 53 làng (muban). Không có khu vực đô thị, có 3 Tổ chức hành chính tambon.
| STT. | Tên          | Tên Thái   | Số làng | Dân số |  |
| ---- | ------------ | ---------- | ------- | ------ |  |
| 1.   | Lao Suea Kok | เหล่าเสือโก้ก | 10      | 7.372  |  |
| 2.   | Phon Mueang  | โพนเมือง    | 17      | 6.891  |  |
| 3.   | Phaeng Yai   | แพงใหญ่     | 13      | 4.544  |  |
| 4.   | Nong Bok     | หนองบก     | 13      | 6.960  |  |